# アブドゥラハマネ・チアニ
アブドゥラハマネ・チアニ（アラビア語: عبد الرحمن تشياني, フランス語: Abdourahamane Tiani, 1960年 / 1961年 - ）は、ニジェールの軍人、政治家。現在、自らが指導した2023年クーデターからの民政復帰を目指す5年間を期限とした移行政権の大統領を2025年3月より務めている。同クーデターでは当時の大統領モハメド・バズムを拘束し、自身が事実上の国家元首にあたる祖国防衛国民評議会議長に就任したことを発表した。オマル・チアニの名でも知られる。

## 来歴
1984年に陸軍に入隊し、セネガルのティエスにあるティエス歩兵訓練学校に入学。ザンデール州、アガデス州、ディファ州で部隊を率い、麻薬密売と闘った。1989年のUTA航空772便爆破事件では墜落現場に最初に到着し、事後処理を行った士官として、その功績により、叙勲された。2011年にマハマドゥ・イスフ大統領によって、大統領警護隊司令官に任命された。2015年にはチアニはイスフ大統領に対するクーデター計画への関与を告発されたが、容疑を否認している。2021年ニジェールクーデター未遂事件ではクーデターを阻止したことを受け、モハメド・バズム政権下でも大統領警護隊司令官として留任している。
しかし、2023年ニジェールクーデターでは首都ニアメの大統領官邸で大統領警備隊を率いてバズム大統領を拘束した。専門家によれば、バズムはチアニを解任する予定だったと分析している。さらに専門家はバズムとの関係が緊張したため、7月24日の閣議でチアニの大統領警護隊司令官の解任を決定したと述べた。7月28日には軍事政権の発足を発表し、自身が暫定元首である祖国防衛国家評議会議長の就任宣言を行った。さらに「ニジェールで避けられない終わりを回避するためにクーデターを起こした」とクーデターの動機についても発表したが、民政復帰の時期については言及しなかった。
軍事政権の首班に就いた後は、ロシア寄りの政治姿勢を明確にした。
2025年3月26日には民政復帰を目指すための5年間を上限とした移行政権の大統領に就任したほか、全政党の解体を命ずる布告に署名した。